# Contréglise
Contréglise település Franciaországban, Haute-Saône megyében. Lakosainak száma 113 fő (2022. január 1.). Contréglise Saponcourt, Buffignécourt, Polaincourt-et-Clairefontaine, Senoncourt és Venisey községekkel határos.

## Népesség
A település népességének változása:
| Lakosok száma | 126  | 119  | 118  | 118  | 121  | 122  | 119  | 116  | 113  |
|               | 2013 | 2015 | 2016 | 2017 | 2018 | 2019 | 2020 | 2021 | 2022 |